# Clara Gertrud Wichmann

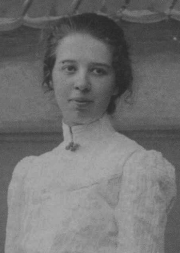
Clara Wichmann

Clara Gertrud Wichmann, auch bekannt unter dem Namen Clara Meijer-Wichmann, (* 17. August 1885 in Hamburg; † 15. Februar 1922 in Den Haag) war eine deutsche Juristin, Publizistin, Pazifistin und Vertreterin des Anarchosyndikalismus.

## Leben
Geboren in Hamburg verbrachte Clara Wichmann den größten Teil ihres Lebens in den Niederlanden. Sie war die Tochter von Arthur Wichmann, Universitätsprofessor für Mineralogie und Geologie, und von Johanna Theresa Henriette Zeise (1852–1938) sowie die Schwester des Künstlers Erich Wichmann (1890–1929). Clara Wichmann war als Studentin aktiv in der feministischen Bewegung und tätig im Comité Misdaad en Straf („Komitee für Verbrechen und Strafe“), bei dem ebenfalls Hendrik Ebo Kaspers aktiv tätig war. Sie setzte sich für das Frauenwahlrecht ein, für Gewaltlosigkeit und ein gerechtes Strafrechtssystem. Seit 1921 war sie mit Jonas Benjamin  Meijer (1895–1969) verheiratet. Im Jahr 1902 besuchte sie Vorlesungen für Philosophie und lernte das Werk von Georg Wilhelm Friedrich Hegel kennen, dessen Denkweise sie akzeptierte, allerdings seine „gesellschaftlich-konservative Interpretation“ ablehnte. Durch die besuchten Seminare wuchs ihr Interesse für Geschichte und Philosophie. Zwischen 1903 und 1905 bereitete sie sich auf ihr Staatsexamen für den Gymnasialunterricht vor und studierte dann Jura. Zwei Jahre später wurde Wichmann zur Präses der Utrechtsche Vrouwelijke Studenten Vereeniging („Studentenvereinigung für Frauen in Utrecht“) gewählt.

## Wirken

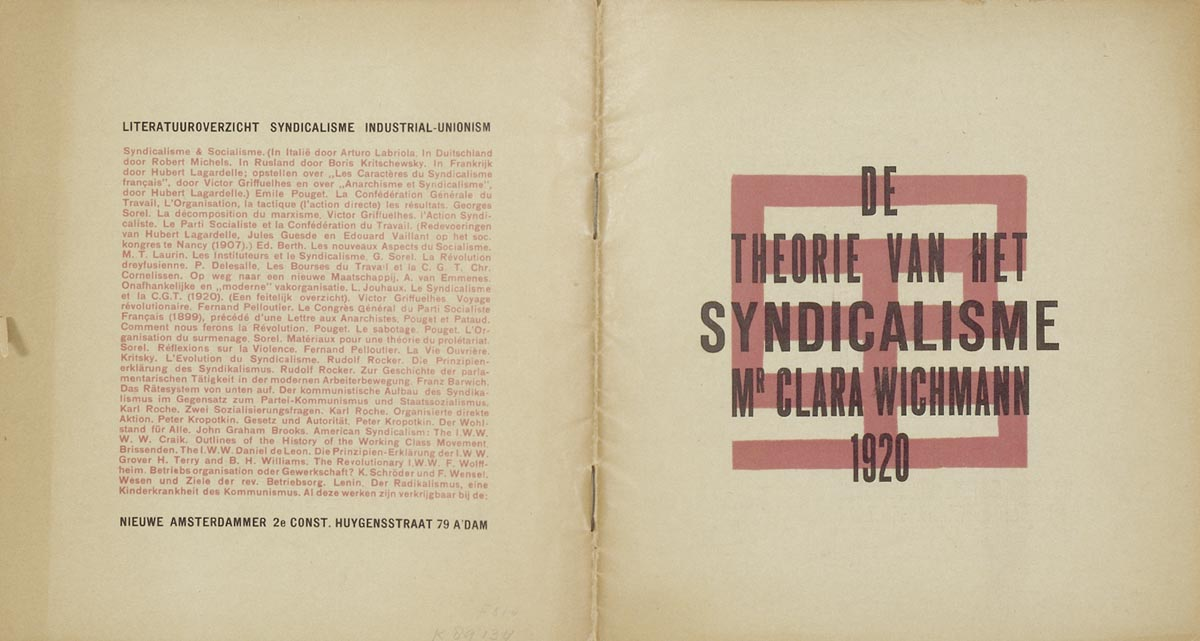
De theorie van het syndicalisme Entwurf Theo van Doesburg (1920)

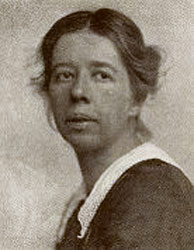
Clara Wichmann

Für ihr Staatsexamen schrieb sie eine Dissertation unter dem Titel, Beschouwingen over de historische Grondslagen der tegenwoordige omvorming van het Strafbegrip („Betrachtungen über die historischen Grundlagen der gegenwärtigen Umgestaltung des Strafrechtsbegriffes“). In ihrem Elternhaus eröffnete Wichmann für kurze Zeit ein Rechtsanwaltbüro. 1913 arbeitete sie für kurze Zeit als stellvertretende Direktorin bei der Amsterdamse School voor Maatschappelijk Werk („Amsterdamer Schule für Sozialarbeit“). Im März 1914 fand sie bei dem Centraal Bureau voor de Statistiek („Hauptbüro für Statistik“) eine feste Anstellung. Im Jahr 1916 wurde sie dort Abteilungsleiterin für Kriminologie. Durch ihre Arbeit kam sie zu der Überzeugung, dass „Kriminalität ein Produkt bestimmter gesellschaftlicher Verhältnisse ist“. Wichmann war als Mitgründerin im Frühjahr 1916 beteiligt bei der „Schule für Philosophie“ und hielt Vorlesungen über die Theorie des Sozialismus. Sie kam zu der Überzeugung, dass in einer Gesellschaft kein Platz für eine Staatsform war, ungeachtet der Herrschaftsideologie. 1917 wurde sie Mitglied des Bündnisses von christlichen Sozialisten (BCS). Ihr Anliegen war der Antimilitarismus, nicht der christliche Glaube. Durch interne Auseinandersetzungen gab sie bald ihre Mitgliedschaft wieder auf und gründete den Bund revolutionär-sozialistischer Intellektueller. Am 8. Mai 1920 war Wichmann, unter anderem mit Lodewijk van Mierop, ebenfalls beteiligt an der Gründung von dem Bündnis von religiösen Anarcho-Kommunisten (BRAC).
Ihre Motivation war der gewaltlose Widerstand gegen die Staatsmacht und für eine anarchistische Gesellschaft. In ihren vier Artikeln über Die Theorie des Syndikalismus (in der Zeitschrift Nieuwe Amsterdammer, Juni und Juli 1920) nahm sie politische Stellung und entschied sich für den Anarchosyndikalismus. „Ihre anarchistischen Ideen lassen sich am besten beschreiben durch die Titel ihrer zwei Artikel miteinander zu verbinden: ‚Die Befreiung des Menschen und der Gesellschaft‘.“
Sie war eine Vordenkerin der Tierrechtsbewegung, indem sie 1920 eine Erörterung über die Rechtsstellung der Tiere in der menschlichen Gesellschaft schrieb; sie verglich diese mit der Situation von Sklaven und Frauen. Deshalb wird sie auch als Vorläuferin eines politisch verstandenen Antispeziesismus betrachtet. Sie forderte, Tiere als Wesen mit eigenen Rechten anzuerkennen, und wollte, wie sie in ihrem Aufsatz schrieb, „eine Umwandlung der alten Gewohnheit, die Tiere als eine Sache anzusehen, die Adam gegeben wurde, um daraus Profit und Annehmlichkeiten zu schlagen“. Die Autorin Renate Brucker beklagt, dass dieser Aspekt ihres Denkens, „der für sie, Clara Wichmann selbst, doch nicht ganz unwesentlich war“, zu wenig gewürdigt werde.
Wichmann hatte großen Einfluss in den antimilitaristischen und libertär-sozialistischen Bewegungen ihrer Zeit, unter anderem kam Bart de Ligt mit ihr in Kontakt. Sie war im Prinzip gegen jede Form von Diktatur und das „einseitige Denken von Freund und Feind“. Durch ihr Jurastudium war sie überzeugt, dass Verbrechen nicht mit Gefängnisstrafen zu verhindern seien. In vielen Artikeln trat sie für eine radikale, humane Änderung des Strafrechtes ein. Nur dann, so ihre Meinung, wenn die Gesellschaft den Kapitalismus, den Konkurrenzstreit und das Streben nach finanziellem Gewinn überwinde, würde ein großer Teil der ökonomischen Kriminalität gebannt sein. Für Gewalt- und Sexualverbrechen sollte mit angepassten Mitteln reagiert werden. Damit fundamentale Veränderungen u. a. in den Strafgesetzen und zur Vorbeugung gegen Verbrechen eintreten können, wäre es notwendig, die kapitalistischen Produktions- und Eigentumsverhältnisse in sozialistische zu verändern (vgl. hierzu das Anarchistische Multimeduim De Vrije).
Sie hatte außer zahlreichen publizierten Artikeln aktiv als Mitgründerin und Redaktionsmitglied verschiedener Zeitschriften gewirkt, unter anderem im Jahr 1911 in der Redaktion „Die Frau, Geschichte und Soziologie“ als Redaktionsmitglied der Monatszeitschrift Maandblad voor Vrouwenstudie („Monatszeitschrift für Frauenstudium“). Sie war mit Veröffentlichungen in Tijdschrift voor Wijsbegeerte („Zeitschrift für Philosophie“) und De Vrije Communist („Der freie Kommunist“, 1920; Redakteure waren Christiaan Cornelissen und Lodewijk van Mierop) vertreten.
Im Alter von 36 Jahren starb Clara Wichmann kurz nach der Geburt ihrer Tochter Hetty Passchier-Meijer. Das nach ihr benannte Clara Wichmann Instituut (von 1987 bis 2004) setzte sich für Frauenrechte ein. Seit 1988 wurde jährlich am 10. Dezember der Clara Meijer-Wichmann-Preis von der Liga für Menschenrechte verliehen.

## Werke (Auswahl)
- Vrouw en Maatschappij. Verlag Bijleveld, Utrecht 1936
- Die Grausamkeit der herrschenden Auffassung über Verbrechen und Strafe. Verlag Der freie Arbeiter, 1922
- Vom revolutionären Elan. Beiträge zu Emanzipationsbewegungen 1917–1922. Hrsg. von Renate Brucker, Verlag Graswurzelrevolution, Heidelberg 2018, ISBN 978-3-939045-33-5.

## Weiterführende Literatur
- E. Smolenaars: Passie voor Vrijheid. Clara Wichmann (1885–1922). Verlag Aksant, Amsterdam 2005, ISBN 90-5260-173-9.
- D. de Lange jr.: Clara Wichmann. In: De Communistische Gids. 1922, S. 209–218.
- Bart de Ligt: Clara Meijer-Wichmann als verdedigster der menschelijkheid. Amsterdam 1933.
- H. Roland Holst: Clara Meijer-Wichmann herdacht. Rotterdam 1932.
- Arthur Lehning: Prometheus en het recht van opstand; Kapitel: Clara Wichmann, criminologe en Anarchie. S. 46–53. Baarn (Niederlande) 1987.
- Gernot Jochheim (Hrsg.): Clara Wichmann – Der Weg der Befreiung (Texte über aktive Gewaltlosigkeit 1917–1921), Verlag Weber & Zucht, Kassel 1989. ISBN 3-88713-035-9.
- Hans Smits: Strafrechthervormers en hemelbestormers: opkomst en teloorgang van de Coornhert-Liga. Amsterdam University Press, Amsterdam 2009.
- Renate Brucker: Clara Wichmann zur Rechtstellung der Tiere. In: Leo Tolstoi, Clara Wichmann, Elisée Reclus, Magnus Schwantje u. a.: Das Schlachten beenden! Zur Kritik der Gewalt an Tieren. Anarchistische, feministische, pazifistische und linkssozialistische Traditionen. Verlag Graswurzelrevolution, Heidelberg 2010, ISBN 978-3-939045-13-7, S. 123–134.